# Enemonzo
Enemonzo (friülà Enemonç) és un municipi italià, dins de la província d'Udine. És situat dins la Val Tagliamento, a la Cjargne. L'any 2007 tenia 1.357 habitants. Limita amb els municipis de Preone, Raveo, Socchieve, Verzegnis i Villa Santina.

## Administració
| Període | Identitat   | Partit        |
| ------- | ----------- | ------------- |
| 2004-   | Paolo Iussa | Llista cívica |